# Acalymma bisignatum
Acalymma bisignatum es una especie de  coleóptero de la familia Chrysomelidae.
Fue descrita científicamente por primera vez en 1887 por Jacoby.